# Liste de films tournés à Boston
Ceci est une liste de films tournés à Boston. Elle ne prétend pas être exhaustive, et liste les films ayant été essentiellement ou en partie tournés à Boston. Apparaissent aussi les films ayant Boston pour décor mais n'y ayant pas été tournés.
| Titre                                                      | Date de sortie | Titre original (si différent)                       | Réalisation                      |  |
| ---------------------------------------------------------- | -------------- | --------------------------------------------------- | -------------------------------- |  |
| Admiral Dewey at State House, Boston                       | 1899           |                                                     |                                  |  |
| Un mariage à Boston                                        | 1947           | The Late George Apley                               | Joseph L. Mankiewicz             |  |
| 13, rue Madeleine                                          | 1947           | 13 Rue Madeleine                                    | Henry Hathaway                   |  |
| L'Affaire Thomas Crown                                     | 1968           | The Thomas Crown Affair                             | Norman Jewison                   |  |
| L'Étrangleur de Boston                                     | 1968           | The Boston Strangler                                | Richard Fleischer                |  |
| Love Story                                                 | 1970           |                                                     | Arthur Hiller                    |  |
| Opération clandestine                                      | 1972           | The Corey Treatment                                 | Blake Edwards                    |  |
| Têtes vides cherchent coffres pleins                       | 1978           | The Brink's Job                                     | William Friedkin                 |  |
| Le Verdict                                                 | 1982           | The Verdict                                         | Sidney Lumet                     |  |
| Les Bostoniennes                                           | 1984           | The Bostonians                                      | James Ivory                      |  |
| Aenigma                                                    | 1987           |                                                     | Lucio Fulci                      |  |
| La Maison du cauchemar                                     | 1988           | La Casa 3                                           | Umberto Lenzi                    |  |
| Malcolm X                                                  | 1992           |                                                     | Spike Lee                        |  |
| Amistad                                                    | 1997           |                                                     | Steven Spielberg                 |  |
| Will Hunting                                               | 1997           | Good Will Hunting                                   | Gus Van Sant                     |  |
| Les Anges de Boston                                        | 1999           | The Boondock Saints                                 | Troy Duffy                       |  |
| Blow                                                       | 2001           |                                                     | Ted Demme                        |  |
| Mystic River                                               | 2003           |                                                     | Clint Eastwood                   |  |
| Alex et Emma                                               | 2003           | Alex & Emma                                         | Rob Reiner                       |  |
| Les Désastreuses Aventures des orphelins Baudelaire (film) | 2004           | Lemony Snicket's A Series of Unfortunate Events     | Brad Silberling                  |  |
| Boston Beatdown II : See the world Through our eyes        | 2004           | Boston Beatdown II : See the world Through our eyes | Boston Beatdown, Inc.            |  |
| Terrain d'entente                                          | 2005           | Fever Pitch                                         | frères Farrelly                  |  |
| La Guerre des mondes                                       | 2005           | War of the Worlds                                   | Steven Spielberg                 |  |
| Les Infiltrés                                              | 2006           | The Departed                                        | Martin Scorsese                  |  |
| Gone Baby Gone                                             | 2007           | Gone Baby Gone                                      | Ben Affleck                      |  |
| Las Vegas 21                                               | 2008           | 21                                                  | Robert Luketic                   |  |
| Maxi papa                                                  | 2008           | Maxi papa                                           | Dwayne Douglas Johnson"The Rock" |  |
| Hanté par ses ex                                           | 2009           | Ghosts of Girlfriends Past                          | Mark Waters                      |  |
| The Town                                                   | 2010           | The Town                                            | Ben Affleck                      |  |
| The Company Men                                            | 2011           | The Company Men                                     | John Wells                       |  |
| Ted_(film)                                                 | 2012           | Ted                                                 | Seth MacFarlane                  |  |